# André Villéger
André Villéger, né le 12 août 1945, est un clarinettiste et saxophoniste français de jazz, également arrangeur et compositeur.

## Biographie

### Jeunesse et formation
Né en 1945 à Rosny-sous-Bois, André Villéger apprend d'abord le saxophone alto que lui prête son camarade de lycée Claude Lecouteux, puis la clarinette, dès 1964. Autodidacte, il enchaîne alors avec le saxophone soprano car il a été très influencé par le jeu de Sidney Bechet.
Ses premières expériences l'amènent à jouer dans un orchestre Nouvelle-Orléans formé de copains, dont André Le Corre à la trompette ; ce petit groupe joue dans des cafés et des centres culturels.

### Carrière
Dans les années 1970, André Villéger enchaîne les expériences dans des formations allant des Lutéciens à Cocoro Steel Band, chez Claude Bolling ou auprès de Raymond Fonsèque.
À partir de 1975, le batteur Moustache l'invite à jouer régulièrement au jazz club du Méridien ; il se confronte aux jazzmen américains de passage à Paris comme Milt Buckner (« capable de jouer be-bop comme un fou »), Wild Bill Davis (en) (« j'avais le sentiment d'avoir un big band aux fesses »), Harry «Sweets» Edison (« qui m'a appris ce qu'était vraiment le swing »), Jimmy Witherspoon , Jimmy Smith , Frank Foster, Eddie « Lockjaw » Davies, Lionel Hampton, Benny Carter..., et progresse auprès d'eux.
En 1975, il reçoit le prix Sidney Bechet de l’Académie du jazz.
Il apprend tardivement le solfège pour pouvoir jouer en studio. 
Inspiré par les grands saxophonistes ténor du bebop, il travaille le ténor, puis passe également au baryton.
Sa maîtrise des différents styles (swing, bebop, hard bop...), lui ont permis de collaborer avec les grands noms et ensembles du jazz tout au long de sa carrière, de Claude Bolling, l'Anachronic Jazz Band (1976-1979), le big band de Quincy Jones (2000) à Bill Coleman, Lionel Hampton ou Michael Brecker...
Son éclectisme lui permet de participer à la scène du jazz européen contemporain et de se produire dans de nombreux festivals (Nice, Paris, Marciac, Jazz à Vienne...). Il participe au groupe Mingus Epitaph (en hommage à Charles Mingus) dirigé par Gunther Schuller,, avec Wynton Marsalis...
En 2013, il participe au renouveau de l'Anachronic Jazz Band, fondé en 1976 et dirigé par le pianiste Philippe Baudoin et l'arrangeur-instrumentiste Marc Richard. Il y reprend en soliste au saxophone l'interprétation de Daahoud, comme en 1978.
Il participe depuis le début aux projets du Caratini Jazz Ensemble dirigé par le contrebassiste Patrice Caratini, .
Après un premier disque en duo avec le pianiste Philippe Milanta en 1999 pour Jazz aux remparts, il enregistre un second disque avec lui en 2015, puis un troisième en trio avec le contrebassiste Thomas Bramerie en 2016. Ces trois opus sont consacrés à l'œuvre de Duke Ellington et de Billy Strayhorn.
Il a également accompagné Barbara, Sacha Distel et Henri Salvador lors de leurs tournées.
Pédagogue, il a enseigné le jazz en conservatoire, et animé de nombreux stages et masterclass (Marciac, Biarritz, Caen, Petite Camargue...).

### Décoration
- Chevalier dans l'ordre des Arts et des Lettres (2005)[11]

## Discographie non exhaustive
André Villéger a enregistré une trentaine d’albums.

### Comme leader
- Something to live for d'André Villéger Quartet (Cara productions 12, 1984)
- Connection, avec Warren Vaché (cornet), Richards Wyands (piano), Reggie Johnson (contrebasse), Alvin Queen (batterie) (Jazz aux remparts, 1990)
- Duke Ellington & Billy Strayhorn’s Sound of love, d’André Villéger et Philippe Milanta (Jazz aux remparts, 1999)
- Patrick Artero - André Villéger Jazz Five, Aquarius Mood  (hommage à Raymond Fol) avec Patrick Artero (trompette), Patrick Villanueva (piano), Pierre Maingourd (contrebasse), Daniel Garcia-Bruno (batterie) (Jazz aux remparts, 2002)
- Swingin’ Sidney Bechet, avec le Paris Swing Orchestra (Black & Blue, 2009)
- For Duke and Paul, d’André Villéger et Philippe Milanta (Camille, Socadisc, 2015)[2] ; prix Jazz Classique 2015 de l'Académie du jazz
- Strictly strayhorn, avec Philippe Milanta et Thomas Bramerie (Camille, 2017)

### Comme sideman
- For All We Know The Chamber Jazz Quintet meets André Villéger (Black and Blue, 2013)
- Back in Town! avec Anachronic Jazz Band (Jazz aux remparts, 2013)[1] ; distingué par CHOC Jazz Magazine-Jazzman & Sélection Jazz Hot
- Body and soul, Caratini Jazz ensemble (Caramusic, 2015)
- Lotus Blossom, Ramona Horvath (Black and Blue, 2017)